# Peter Clasen
Peter Clasen (* 24. September 1866 in Köln; † unbekannt) war ein deutscher Reichsgerichtsrat.

## Leben
Er legte 1889 die erste Staatsprüfung („ausreichend“), die zweite 1894 („gut“) ab. Assessor beim AG Köln wurde er im selben Jahr. 1902 wurde er Amtsrichter beim AG Düsseldorf und Amtsgerichtsrat 1908. 1909 machte er einen Karrieresprung und wurde Oberlandesgerichtsrat beim OLG Frankfurt/M. Er wurde 1918 Geheimer Justizrat und dann Reichsgerichtsrat im Oktober. 1930 wurde er Senatspräsident beim Reichsgericht und trat am 1. Oktober 1934 in den Ruhestand.
Sein Bekenntnis war katholisch. Ein Neffe von Peter Clasen war der 1908 geborene Philosoph Theodor Clasen.

## Quelle
- Friedrich Karl Kaul, Geschichte des Reichsgerichts, Band IV (1933-1945), Ost-Berlin 1971.